# Municipi de Talsi
El municipi de Talsi (en letó: Talsu novads) és un dels 36 municipis de Letònia, que es troba localitzat al nord-oest del país bàltic, i que té com a capital la localitat de Talsi. El municipi va ser creat després d'una reorganització territorial del 2020.

## Ciutats i zones rurals
- Abavas pagasts (zona rural)
- Ārlavas pagasts (zona rural)
- Balgales pagasts (zona rural)
- Ģibuļu pagasts (zona rural)
- Īves pagasts (zona rural)
- Ķūļciema pagasts (zona rural)
- Laidzes pagasts (zona rural)
- Laucienes pagasts (zona rural)
- Lībagu pagasts (zona rural)
- Lubes pagasts (zona rural)
- Sabile (ciutat)
- Stende (ciutat)
- Strazdes pagasts (zona rural)
- Talsi (ciutat)
- Valdemārpils (ciutat)
- Valdgales pagasts (zona rural)
- Vandzenes pagasts (zona rural)
- Virbu pagasts (zona rural)

## Població i territori
La seva població està composta per un total de 34.871 persones (2009). La superfície del municipi té uns 1.763,2 kilòmetres quadrats, i la densitat poblacional és de 19,78 habitants per kilòmetre quadrat.
A la ciutat de Sabile, es troba el Museu d'Art a l'aire lliure de Pedvale.
La ciutat de Talsi - coneguda com «La Ciutat dels nou turons»- es troba a la riba de dos llacs. La història de Talsi és en els seus tranquils carrers empedrats i en els seus parcs ben conservats, que compten amb cirerers i pomers com a arbres dels seus jardins. L'antiga fortalesa dels curonians es troba en un pujol al cor de Talsi, i sobre seu s'ofereix una panoràmica de tota la ciutat. Els seus habitants gaudeixen caminant, ballant i cantant als diferents esdeveniments culturals que s'organitzen a la ciutat. Als mesos d'estiu, l'escena a l'aire lliure es converteix en el centre de la vida local, on hi ha molts concerts i festivals. A la ciutat de Talsi es troba el Palau Firck que conté el Museu Regional.